# Asocena
Asocena es un plato originario de las Filipinas, el cual es preparado primordialmente de carne de perro. Asocena proviene de las raíces aso y cena. Aso es "perro" en filipino mientras cena proviene del castellano.
Posiblemente es uno de los orígenes de la palabra azucena, usada para describir una variedad de arroz aromatizado.
Este plato se consume generalmente como pulutan (en filipino, snacks o comida que se sirve junto con bebidas alcohólicas).